# Saint-Jean-de-Thouars

Saint-Jean-de-Thouars este o comună în departamentul Deux-Sèvres, Franța. În 2009 avea o populație de 1,352 de locuitori.